# Krasovského elipsoid
Krasovského elipsoid je referenční elipsoid Země, který v roce 1940 definoval sovětský geodet Feodosij Nikolaevič Krasovskij (Феодосий Николаевич Красовский) na základě měření, která provedla skupina pod jeho vedením. Někdy se u Krasovského elipsoidu uvádí letopočet 1936, podle jiných zdrojů naopak vznikl na základě měření prováděných v Evropě a Sovětském svazu v roce 1944 a podle ještě jiných zdrojů měření provedla skupina pod vedením Aleksandra Aleksandroviče Izotova v roce 1942 a elipsoid pojmenovala na Krasovského počest.
Na Krasovského elipsoidu je postaven souřadný systém S-42 (též Pulkovo 1942), používaný na vojenských mapách v někdejším Sovětském bloku. Přebírají ho tak i mapy z těchto vojenských map odvozené, např. edice turistických map 1:50000 vydávaných Klubem českých turistů. Česká armáda opustila Krasovského elipsoid v roce 2005, kdy kvůli sjednocení s armádami NATO přešla na elipsoid WGS-84. V Sovětském svazu byl Systém 42 zaveden nařízením Rady ministrů č. 760 z roku 1946 a 1. 7. 2002 bylo nařízením vlády Ruské federace z 28. 7. 2000 č. 568 nahrazeno Systémem SK-95, rovněž postaveným na Krasovského elipsoidu.

## Rozměry Krasovského elipsoidu
| Velká poloosa a (rovníkový poloměr) | 6 378 245 m           |
| Malá poloosa b (polární poloměr)    | 6 356 863,019 m       |
| Zploštění f = 1 − b/a               | 1 / 298,3 = 0,0033523 |
| Rovníkový obvod                     | 40 075,7 km           |
| Poledníkový obvod                   | 40 008,5 km           |

| Délka jednoho stupně zeměpisné šířky na šířce 0°  | 110,6 km |
| Délka jednoho stupně zeměpisné šířky na šířce 45° | 111,1 km |
| Délka jednoho stupně zeměpisné šířky na šířce 60° | 111,7 km |

## Vztah kWorld Geodetic Systemu
Vůči elipsoidu WGS-84 lze Krasovského elipsoid popsat pomocí posunutí středu elipsoidu v kartézském prostoru (souřadnice x, y a z), změny délky poloosy a a změny zploštění f. To jsou údaje, které je nutné zadat do přijímače GPS, aby hlásil souřadnice použitelné s mapou postavenou na Krasovského elipsoidu.
Hodnoty DX, DY a DZ udávají (v metrech) polohu středu elipsoidu WGS-84 v kartézské soustavě souřadnic, jejíž počátek leží ve středu Krasovského elipsoidu. Hodnota DA říká, kolik metrů musíme přičíst k hlavnímu poloměru Krasovského elipsoidu, abychom dostali hlavní poloměr WGS-84 (6378245+DA=6378137 → DA=−108). Hodnota DF udává rozdíl ve zploštění, ale aplikuje se jinak než DA (ve skutečnosti se pracuje s převrácenými hodnotami). V Ozi Exploreru se S-42 definuje pomocí řádku „S-42,15,23,-124,-84“ v souboru datums.dat ve složce s programem, kde „15“ je odkaz na Krasovského elipsoid a zbývající hodnoty udávají jeho posunutí.
| DX | +23        |
| DY | -124       |
| DZ | -84        |
| DA | -108       |
| DF | +0,0048076 |